# Betastråling
Betastråling er en radioaktiv stråling, der fremkommer ved betahenfald af atomkerner.
Betastrålingen er i realiteten elektroner (β-) eller positroner (β+), der udsendes med høj energi fra atomkernen, hvorved den omdannes til et andet grundstof. Processen ved et β- henfald er en neutron, der omdannes til en proton, elektron og anti-neutrino. Et eksempel på β- henfald er: {\textstyle _{0}^{1}n\rightarrow _{1}^{1}p+_{-1}^{\,\,\,0}e+{\bar {\nu }}}.
Ved processen af et β+ henfald opstår det modsatte af et β- henfald; nemlig en proton der omdannes til en neutron, en positron og en elektron neutrino. Det er dog ikke kun tunge grundstoffer der kan henfalde, det kan også være lette grundstoffer [1] som fx
{\textstyle _{3}^{11}Li\longrightarrow _{4}^{11}Be+_{1}^{0}e+v}
Her vises det at Li mister en proton, som derfor gør at den ikke længere er et Li-atom, men i stedet et Be-atom (Beryllium). Ved det samme henfald, sker der også et  henfald af en elektron og en anti-neutrino (v).
Betastråling har i almindelighed en rækkevidde, der er omkring ti gange større end alfastråling, mens dens ionisering er omkring en tiendedel. De nedbremses helt af nogle få millimeter aluminium.
Elektronkanonen i et fjernsyn kan betegnes som en kilde til betastråling. Strålingen absorberes dog af fosforlaget på indersiden af billedrøret, hvorved der dannes lys. Cæsium-137 er et eksempel på et stof, som udsender beta-partikler.
Betastråler bevæger sig ved hastigheder, som kan nærme sig lysets hastighed. Elektronens hastighed afhænger af, hvor meget energi den modtog ved henfaldet, der udsendte den. Da hastigheden kan variere, er rækkevidden i atmosfærisk luft også variabel.
Betastråling kan også benyttes til radioterapi mod bl.a. kræft.